# Дунавски южен път
Дунавски южен път (на латински: Via iuxta Danuvium; viam iuxta amnem Danuvium fieri iussit; на немски: Donausüdstraße) е древноримски военен път близо до южния бряг на река Дунав (Danuvius). 
Построен е ок. 45 г. от Бригобанис (Brigobannis, Кастел Хюфинген в Баден-Вюртемберг) близо до извора на реката и води в северна посока първо до Велтенбург в римската провинция Реция. Около 50 години по-късно пътят води до след Белград и от там към Константинопол.
Пътят е конструиран и построен вероятно от легионерите на 21 хищнически легион (Legio XXI Rapax), който по това време е стациониран във Виндониса (днес Виндиш в Швейцария) в Горна Германия. Пътят е с ширина около пет метра.